# Hey Whatever
"Hey Whatever" là đĩa đơn của ban nhạc người Ireland Westlife từ album Turnaround và đã được phát hành vào tháng 9 năm 2003. Bài hát này thực chất là một cover từ ca khúc "Rainbow Zephyr" của ban nhạc rock người Ireland Relish. Ca từ đã có một chút thay đổi và bài hát đã bị đổi tên.

### CD1
1. "Hey Whatever" (Single Remix)
2. "I Won't Let You Down"
3. "Hey Whatever" (Video)

### CD2
1. "Hey Whatever" (Single Remix)
2. "Singing Forever"
3. "Tonight" (Metro Mix - Video)
4. "Hey Whatever" (Làm Video)

## Xếp hạng
| Bảng xếp hạng             | Vị trí cao nhất |
| ------------------------- | --------------- |
| Austrian Singles Chart    | 48              |
| Danish Singles Chart      | 2               |
| Dutch Top 40              | 30              |
| European Hot 100 Singles  | 15              |
| German Singles Chart      | 22              |
| German Airplay Chart      | 21              |
| Irish Singles Chart       | 2               |
| New Zealand Singles Chart | 39              |
| Swedish Singles Chart     | 5               |
| Swiss Singles Chart       | 53              |
| UK Singles Chart          | 4               |
| UK Radio Airplay Chart    | 11              |